# Корчак, Иосиф Павлович

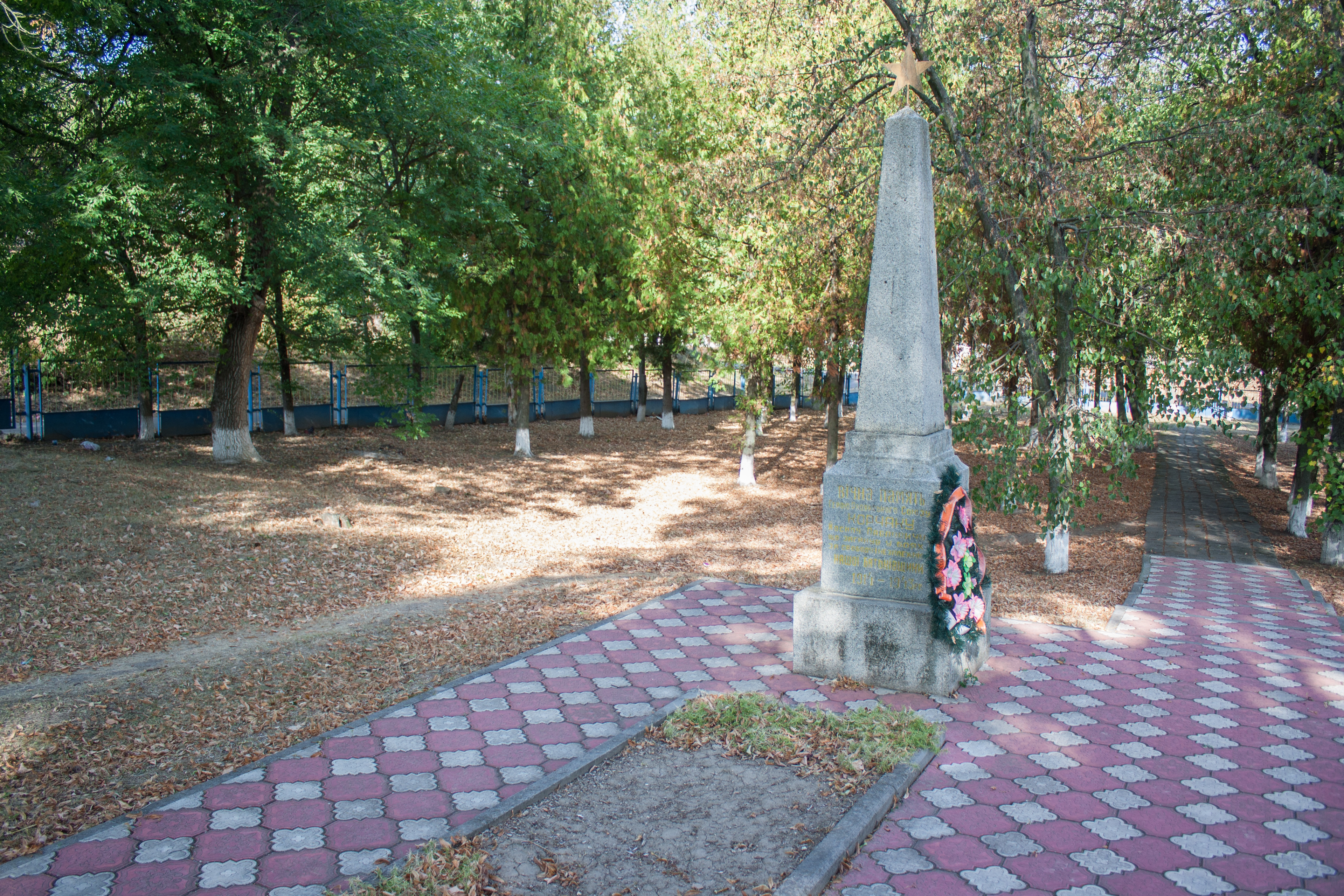
Могила в селе Гродзево

Ио́сиф Па́влович Корча́к (1914—1943) — майор Рабоче-крестьянской Красной Армии, участник Великой Отечественной войны, Герой Советского Союза (1943).

## Биография
Иосиф Корчак родился 27 октября (по новому стилю — 8 ноября) 1914 года в селе Гродзево (ныне — Уманский район Черкасской области Украины). После окончания трёх курсов Уманского кооперативного техникума работал товароведом-экономистом. В 1936 году Корчак был призван на службу в Рабоче-крестьянскую Красную Армию. Окончил Ленинградское артиллерийское училище. Участвовал в польском походе и советско-финской войне. С июня 1941 года — на фронтах Великой Отечественной войны. Принимал участие в боях на Западном, Южном и Воронежском фронтах.
К сентябрю 1943 года майор Иосиф Корчак был начальником штаба 1036-го артиллерийского полка 161-й стрелковой дивизии 40-й армии Воронежского фронта. Отличился во время битвы за Днепр. В ночь с 24 на 25 сентября 1943 года Корчак организовал переправу через Днепр пяти полковых батарей, что способствовало освобождению села Малый Букрин Мироновского района Киевской области Украинской ССР. 12 октября Корчак, находясь на передовой, корректировал огонь батарей, лично вместе с пехотой участвовал в отражении контратак, а в критический момент боя вызвал огонь на себя. 13 октября 1943 года Корчак погиб в бою. Похоронен в родном селе.
Указом Президиума Верховного Совета СССР от 24 декабря 1943 года за «мужество, отвагу и героизм, проявленные в борьбе с немецкими захватчиками», майор Иосиф Корчак посмертно был удостоен высокого звания Героя Советского Союза. Также был награждён орденами Ленина и Красного Знамени.
В честь Корчака названа улица в Малом Букрине.